# 水龍骨科
水龍骨科（Polypodiaceae），共60余屬，為多年生草本植物，常为依附樹木和岩石生長的附生植物，部分為陆生或水生（例如有翅星蕨为沉水植物），体积中小型。根莖綿延狀，而葉子通常呈現單一或三叉狀，繁衍用的孢子密生於葉背，孢子囊群无盖膜。

## 形態
陸生或附生于樹木、岩石上，偶為水生的沉水植物或挺水植物。
常具較長、匍匐、有攀援功能的根莖，根莖表面覆有常為盾狀或窗格狀的鱗片。
葉不透明，具中肋，為單葉、指狀、一回羽狀裂葉或一回羽狀複葉，有時同株植物具兩種不同的葉形（二型葉；例如槲蕨屬、鹿角蕨屬的不育葉和能育葉）。葉脫落後常有一段短柄狀物（葉足）宿存於根莖上。葉表面光滑，部分物種的葉表覆有單毛或星狀毛。葉柄維管束排列為單環形。葉脈連結成網腔狀，內有小脈。
孢子囊群，為圓形、線形或全面分佈，無蓋膜。
孢子囊具長柄。孢子單裂縫，偶為三裂縫。
此科植物在台灣約有20屬58種，自白堊紀及漸新世、中新世起出現孢子的化石。

## 分類
不同資料來源對水龍骨科采取的分類處理可能出入較大。2016年發表的蕨類係統發育工作組分類係統第一版（PPG I）將水龍骨科作狹義處理，劃分為6個亞科，有65屬、逾1600種，將傳統意義上的禾葉蕨科納為其下一亞科（禾葉蕨亞科）。 而世界植物在線數據庫則極廣地劃定水龙骨科及其下属的界線，除了禾叶蕨科外，也將傳統意義上的骨碎补科、鱗毛蕨科、藤蕨科、蓧蕨科、叉蕨科均劃入其下，致使該廣義的水龍骨科包含66屬、逾4400種。
下為PPG I承認的狹義水龍骨科屬列表，需註意更新的系統分類研究也可能得出與以下不同的結果。

1. 劍蕨亞科 Loxogrammoideae
- 星劍蕨屬 Dictymia
- 劍蕨屬 Loxogramme

2. 鹿角蕨亞科 Platycerioideae
- 鹿角蕨屬 Platycerium
- 石葦屬 Pyrrosia

3. 槲蕨亞科 Drynarioideae
- 连珠蕨属 Aglaomorpha（包含崖薑蕨屬Pseudodrynaria）
- 節肢蕨属 Arthromeris（也稱肢節蕨屬、爬樹蕨屬）
- 雨蕨屬 Gymnogrammitis
- 白修蕨屬 Paraselliguea
- 篦網蕨屬 Polypodiopteris
- 修蕨屬 Selliguea

4. 星蕨亞科 Microsoroideae
- 棱脉蕨属 Goniophlebium（包含*擬水龍骨屬 Polypodiastrum）
- 蟻蕨属 Lecanopteris
- 蟻蕨属 Lecanopteris
- 伏石蕨屬 Lemmaphyllum
- 鱗果星蕨屬 Lepidomicrosorium
- 瓦葦屬 Lepisorus
- 薄唇蕨屬 Leptochilus
- 星蕨屬 Microsorum
- 扇蕨屬 Neocheiropteris
- 盾蕨屬 Neolepisorus
- 禾葉瓦葦屬 Paragramma
- 乳頭蕨屬 Thylacopteris
- 毛鱗蕨屬 Tricholepidium

5. 水龍骨亞科 Polypodioideae
- 帶蕨屬 Campyloneurum
- 小蛇蕨屬 Microgramma
- 棋盤蕨屬 Niphidium
- 岩蓋蕨屬 Pecluma
- 金水龍骨屬 Phlebodium （也稱粗脈蕨屬）
- 多盾蕨屬 Pleopeltis
- 睫毛蕨屬 Pleurosoriopsis
- 水龍骨屬 Polypodium
- 蛇莖蕨屬 Serpocaulon

6. 禾葉蕨亞科 Grammitidoideae
- 鼓蕨屬 Acrosorus
- 隅蕨屬 Adenophorus
- 白尾蕨屬 Alansmia
- 長禾蕨屬 Archigrammitis
- 黑菌蕨屬 Ascogrammitis
- 荷包蕨屬 Calymmodon
- 蠟腺蕨屬 Ceradenia
- 金禾蕨屬 Chrysogrammitis
- 露禾蕨屬 Cochlidium
- 小蒿蕨屬 Ctenopterella
- 毛禾蕨屬 Dasygrammitis
- 虛禾蕨屬 Enterosora
- 乳蒿蕨屬 Galactodenia
- 禾蕨屬 Grammitis
- 黑鋸蕨屬 Lellingeria
- 白須蕨屬 Leucotrichum
- 邊脈禾蕨屬 Lomaphlebia
- 雙束禾蕨屬 Luisma
- 留香蕨屬 Melpomene
- 鋸蕨屬 Micropolypodium
- 叉毛鋸蕨屬 Moranopteris
- 菌蕨屬 Mycopteris
- 南禾蕨屬 Notogrammitis
- 濱禾蕨屬 Oreogrammitis
- 穴子蕨屬 Prosaptia
- 輻禾蕨屬 Radiogrammitis
- 革舌蕨屬 Scleroglossum
- 狹鋸蕨屬 Stenogrammitis
- 露蒿蕨屬 Terpsichore
- 蒿蕨屬 Themelium
- 裂禾蕨屬 Tomophyllum（也稱虎尾蒿蕨属）
- 劍羽蕨屬 Xiphopterella
- 轭脈蕨屬 Zygophlebia

亞科分類不確定或PPG I係統未涉及的屬：
- 合環蕨屬 Synammia
- 邊鱗蕨屬 Adetogramma
- 膜葉星蕨屬Bosmania
- 捲葉蕨屬 Saxiglossum